# Porsche 997
El Porsche 997 es un automóvil deportivo producido por el fabricante alemán Porsche AG, siendo la quinta generación del legendario modelo Porsche 911. La producción comenzó en el 2004, con dos variantes disponibles. A continuación se comercializaron las versiones con tracción en las cuatro ruedas en 2005; llegaron los Turbo y GT3 en 2006; y al final de 2007, el GT2. También estuvo disponible la versión con techo targa, pero solamente para los modelos con tracción total.
En julio de 2008 se sometió a un relativo rediseño, que afectó especialmente a las potencias de los motores, aumentadas en las versiones Carrera y Carrera 4 en 20 CV (14,7 kW) y en los Carrera S y Carrera 4S en 30 CV (22,1 kW). Reemplazó al 996 y, a su vez, sería reemplazado en el año 2012 por el 991.

## La gama

### 997 Turbo y Turbo S
El Turbo se presentó en el Salón del Automóvil de Ginebra de 2006. El frontal presentaba unas nuevas luces de posición led y nuevos conductos de admisión, también presentes sobre las ruedas traseras. Al igual que el 996 Turbo, contaba con un alerón retráctil en la parte trasera.
Tenía el motor plano de seis cilindros de 3.6 litros al ser el más conocido y fiable, que desarrollaba 480 CV (473 HP; 353 kW) a las 6000 rpm y un par máximo de 620 N·m (457 lb·pie) constante entre las 1950 y 5000 rpm. El turbocompresor también presentaba una novedad para un motor de gasolina con un diseño de geometría variable, que le permitía obtener una respuesta constante desde las revoluciones más bajas. Estaba disponible como opción el paquete Sport Chrono, que incluía un sistema overboost capaz de llevar el par máximo a 680 N·m (502 lb·pie) durante unos diez segundos.
La versión manual tenía una aceleración de 0 a 100 km/h (62 mph), como afirmaba Porsche, requería apenas 3.9 segundos con la caja de cambios manual, mientras que con la transmisión automática Tiptronic S, el tiempo descendía hasta los 3.7 segundos. La velocidad máxima era de 313 km/h (194 mph) en ambos casos. En cuanto a los consumos declarados, eran de 12,9 L/100 km (8 km/L; 18 mpgAm) en el ciclo medio.
Desde septiembre de 2007 también estuvo disponible la versión descapotable, cuyas prestaciones eran ligeramente inferiores a las del cupé, es decir, la aceleración pasaba de 3.9 a 4.0 segundos, mientras que la velocidad punta no variaba.
En el verano de 2009, se puso a la venta una versión actualizada del 997 Turbo con inyección directa de 3.8 litros, potenciado a 500 CV (493 HP; 368 kW), un sistema de iluminación equipado con tecnología led y un diseño de luces traseras ligeramente revisado.
El rendimiento aumentó ligeramente, alcanzando los 312 km/h (194 mph) de velocidad punta y los 3.7 segundos en el 0-100 km/h (62 mph) de aceleración; y de 3.4 segundos si estaba equipado con la caja de cambios PDK accionada electrónicamente.
El nuevo 997 Turbo se ofreció tanto en versión cupé como descapotable. En el Salón del Automóvil de Ginebra de 2010 se presentó la versión Turbo S ("S" de Sport), capaz de entregar 530 CV (523 HP; 390 kW) y 700 N·m (516 lb·pie) de par máximo, gracias a su sistema biturbo. El nuevo coche aceleraba de 0 a 100 km/h (62 mph) en solamente 3.3 segundos, de 0 a 200 km/h (124 mph) en 10.8 segundos y alcanzaba una velocidad máxima de 315 km/h (196 mph). Las entregas en Europa estaban agendadas para mayo de 2010, cuya producción finalizó a principios de 2013. Su bóxer tenía válvulas de admisión revisadas y mejoradas y una nueva caja de aire de fibra de carbono instalada para lograr ese cometido. Era el Porsche de producción más rápido al momento de su introducción, junto con el GT2 RS.
La variante Turbo Cabriolet seguía teniendo un techo de lona, dejando de lado los nuevos techos retráctiles y toda su tecnología, para conservar ese aire clásico que buscan los más puristas. Con el nuevo techo de lona, el peso con respecto a la versión cupé aumentaba unos 70 kg (154 libras). El proceso de apertura y cerrado del techo es completamente automático, que tardaba 20 segundos en completarlo. Para contrarrestar los efectos del nuevo techo, el chasis había sido reforzado y la aerodinámica también fue modificada, con lo que el alerón trasero era 30 mm (1,2 pulgadas) más alto que en el cupé, desplegándose a partir de 120 km/h (75 mph).
A finales de 2007 se tenía la difícil tarea de sustituir el 996 turbo, un modelo muy equilibrado y prestacional, aunque criticado por su aspecto. El objetivo para la nueva generación era mejorar en todo al 996 y corregir las desviaciones respecto al diseño tradicional que tuvieron peor acogida. El apartado estético se solucionó adoptando los faros ovalados del 997, una involución hacia el diseño del 993. La carrocería se ensanchó cumpliendo con la tradición «turbolook», montando unas generosas tomas de aire sobre las aletas traseras para refrigerar los intercoolers, necesarios para que el aire se enfríe antes de entrar en la cámara de combustión.
La aerodinámica se adapta al incremento de prestaciones añadiendo un conjunto de spoilers, faldones y un alerón trasero retráctil, para así generar la adherencia necesaria al correr a más de 300 km/h (186 mph). Además, presentaba unas llantas de diseño específico, aunque criticadas en un principio por su acabado pulido y aspecto «tunning», iban ganando aceptación con el tiempo, mismas que eran fabricadas por Fuchs en exclusiva.
Se partió del fiable bloque diseñado por el ingeniero Hans Mezger, que fue la base del último motor Porsche que venció las 24 Horas de Le Mans de 1998 en el 911 GT1 Evo, que deriva directamente del bloque 930 de los años 1970. El 997 Turbo MkI era el último en utilizar ese mítico bóxer de cárter seco, con pistones fabricados en aluminio forjado y las camisas de este mismo material con un tratamiento final de Nikasil.
La relación de compresión bajó de 9.4:1 a 9.0:1, pero gracias al uso de turbinas de geometría variable, el rendimiento mejoró. Con este sistema se alcanza la presión de soplado adecuada muy pronto, manteniéndola en el nivel requerido dentro de un margen de régimen y carga grande, homogeneizando la entrega de potencia en todo el rango de revoluciones.
La incidencia de los álabes de la turbina puede ser modificada para que tengan el rendimiento óptimo en función de diversos parámetros, tales como las revoluciones de la turbina, el flujo de aire o la demanda de potencia.

### 997 GT2

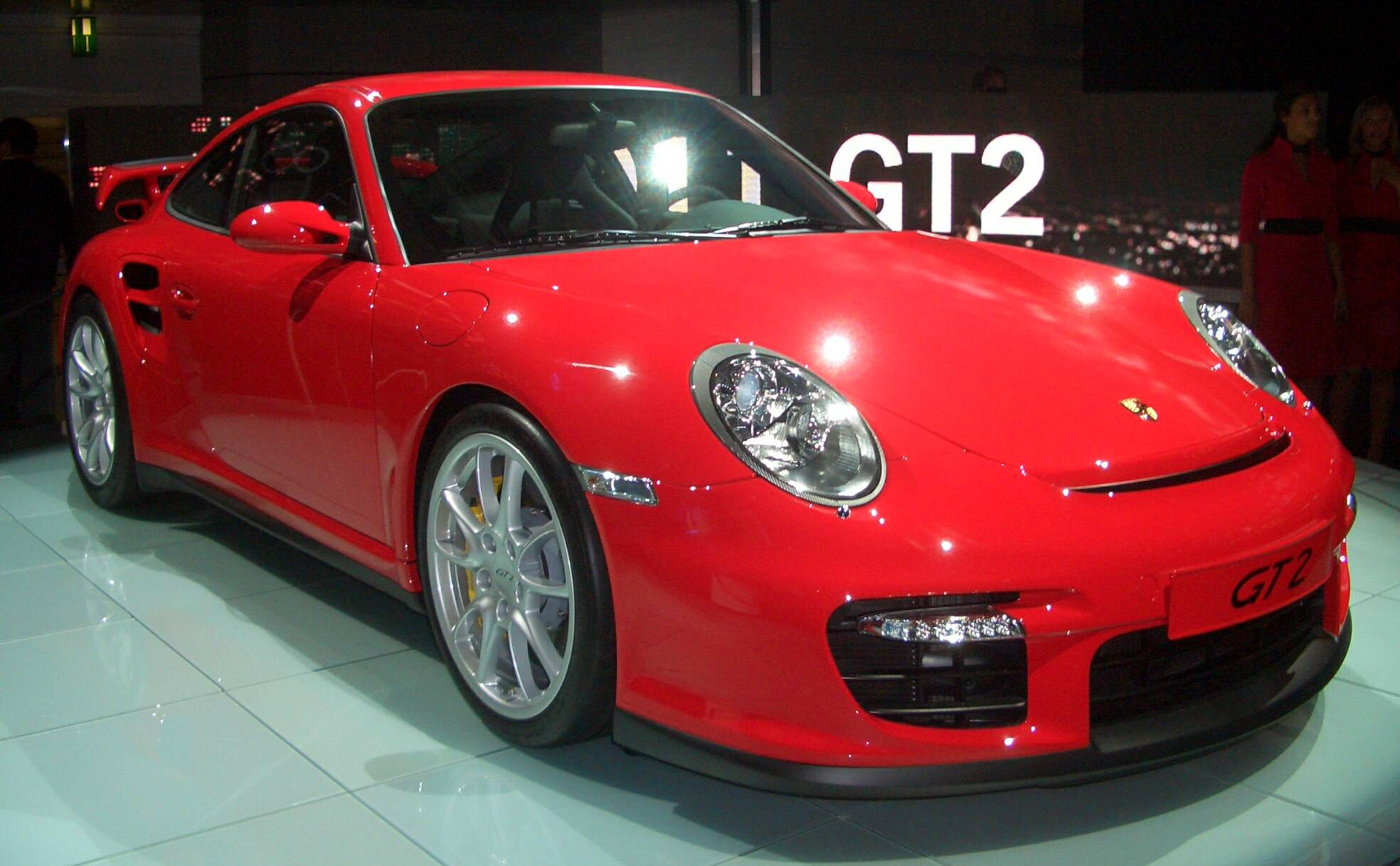
GT2 de 2007 en el Salón del Automóvil de Fráncfort

En noviembre de 2007 se lanzó el GT2, la versión superior de la gama 997, equipada con una versión revisada del bóxer Turbo, cuyos principales cambios afectaban a los turbocompresores de mayor tamaño y capaces de generar una presión de funcionamiento más prolongada de 1,4 bares (19,9 psi; 137,2 kPa), así como la instalación de nuevas tomas del colector de admisión y la de escape. Su bóxer de 3.6 litros entregaba 530 CV (523 HP; 390 kW) a las 6500 rpm, con un par motor de 680 N·m (502 lb·pie) entre las 2200 y 4500 rpm. El coche tenía un perfil más bajo en comparación con el Turbo, con frenos carbono-cerámicos, control de estabilidad y suspensión activa disponibles de serie. Además, para reducir el peso y las pérdidas por fricción, con el fin de maximizar la vocación deportiva del GT2, se renunció a la tracción total para optar por la clásica tracción trasera y la transmisión solamente estaba disponible en configuración manual de 6 velocidades con acoplamiento cerrado.
El GT2 aceleraba de 0 a 100 km/h (62 mph) en 3.7 segundos y alcanzaba una velocidad máxima de 329 km/h (204 mph).
El incremento en la potencia de 50 CV (36,8 kW) sobre la unidad "regular", se debe gracias a una rueda del compresor más grande y a una turbina con flujo optimizado que incrementa la presión del turbo a un nivel todavía más alto y, por primera vez, los ingenieros combinaron el turbo con un colector de admisión tipo expansión, una genuina revolución, la cual usa el principio del aire oscilante en el colector de admisión durante la fase de más fría, guardando la temperatura de la mezcla combustible y aire más baja que en el 911 Turbo, lo que significa un incremento de eficiencia con un bajo consumo de combustible en un 15% con carga completa, sin importar el incremento en el rendimiento del motor.
La apariencia del GT2 997, una vez más se diferencia de su coche hermano, el Turbo 997 al contar con un labio delantero revisado, un alerón trasero de nuevo diseño con dos entradas de aire pequeñas a cada lado y un parachoques trasero, siendo el primer Porsche homologado para la carretera en presentar silenciador trasero y tubos de escape de titanio como equipamiento de serie. Este caro material reduce el peso en aproximadamente 50% en comparación con un componente hecho de acero inoxidable en solamente 9 kg (20 libras).
También está equipado de serie con frenos de disco PCCB hechos de compuesto de fibra de carbono y cerámica, asegurando una máxima potencia de frenado y manteniendo un extremo nivel alto de consistencia. Otra ventaja es que reducen el peso de las masas no suspendidas, en comparación con discos de fundición de hierro gris en aproximadamente 20 libras (9,1 kg) o 44 libras (20,0 kg). Además tiene instalados rines de aluminio más ligeros con medidas 235/35 ZR de 19 pulgadas (48,3 cm) delanteros y 325/30 ZR de 19 pulgadas (48,3 cm) traseros, en neumáticos deportivos.

#### 997 GT2 RS

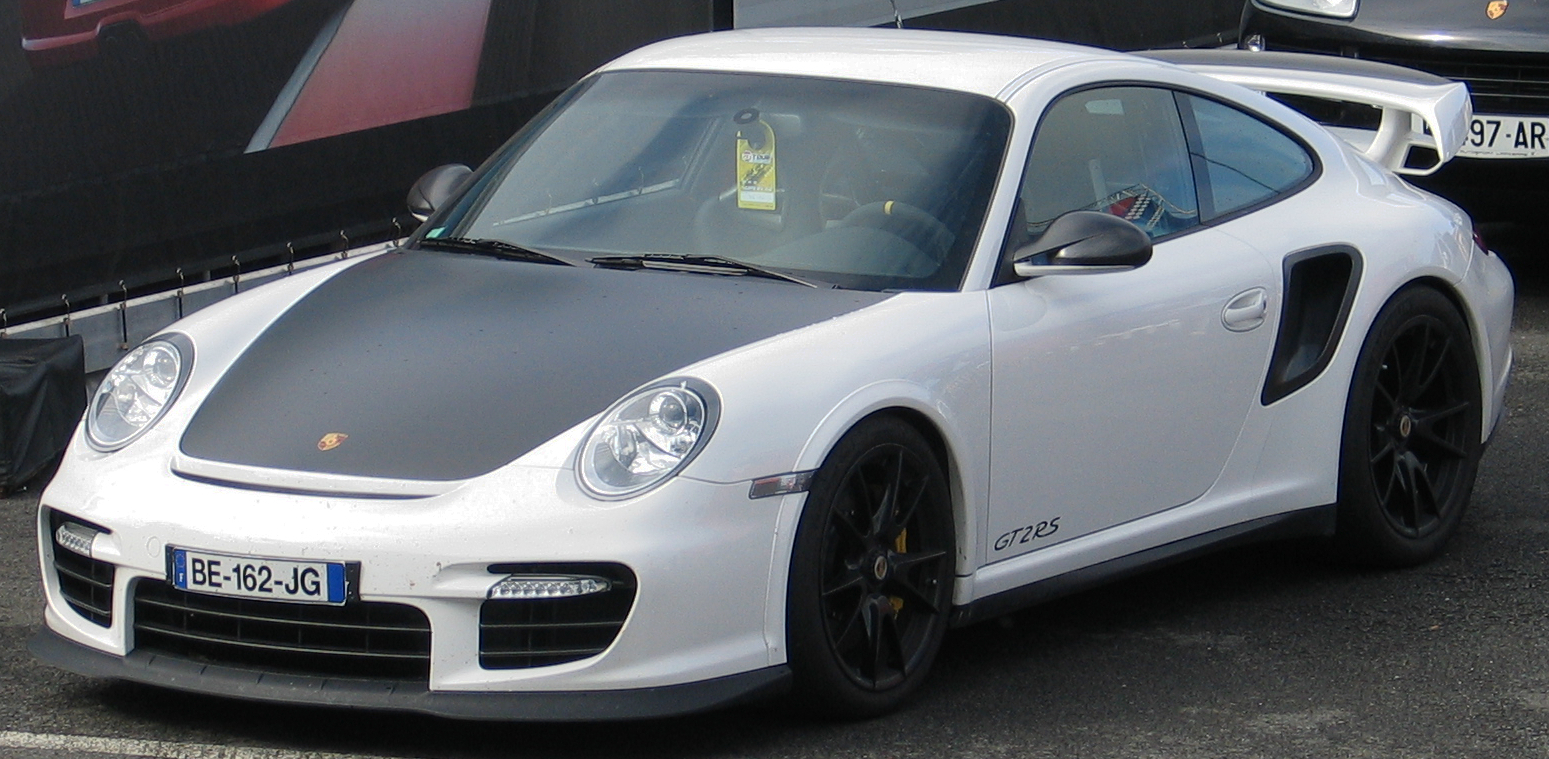
Modelo 2010

En 2010 se presentó el modelo denominado GT2 RS, una edición potenciada del GT2 limitada a 500 unidades, que se situó en cuanto a prestaciones y precio incluso por encima de este último. Alcanzaba una velocidad máxima de 330 km/h (205 mph), aceleraba de 0 a 100 km/h (62 mph) en apenas 3.5 segundos y de 0 a 200 km/h (124 mph) en 9.8 segundos. El bóxer de 3.6 litros rendía 620 CV (612 HP; 456 kW) en esa versión. También se aligeró pesando 1370 kg (3020 libras).
El 4 de mayo de 2010, una variante RS se anunció a los concesionarios de Leipzig en Alemania. El llamado "Hacedor de viudas" (Widowmaker) por su alta velocidad y desempeño, con un peso de 70 kg (154 libras) menos que el GT2 estándar, lo que permite alcanzar una velocidad máxima de 330 km/h (205 mph). El tiempo récord de 7 minutos y 18 segundos que impuso en el "Infierno verde" de Nordschleife fue verificado por Porsche, siendo 19 segundos menos que el 911 Turbo S y uno de los mejores tiempos en la historia moderna de producción de automóviles. Sin embargo, esto se llevó a cabo en la zona más corta del circuito de Nürburgring, que es 232 m (761,2 pies) más corto. Teniendo en cuenta una velocidad media de 160 km/h (99 mph), esto produce una adición de 5.7 segundos, con una asignación más típica de 7 segundos. Esto daría lugar a una gama de 07:23-07:25, que es comparable a los 7:24 entregadas por Horst von Saurma.
De acuerdo con el gerente Preuninger Andreas de Porsche Motorsports, el RS fue concebido alrededor de 2007. El número de código 727 seleccionado para el proyecto, corresponde a uno de los tiempos de vuelta del Nissan GT-R en el circuito de Nürburgring Nordschleife. Cuando el polvo se asentó, el piloto de pruebas de Porsche Timo Kluck había eclipsado ese objetivo por unos impresionantes nueve segundos.

### Ampliación de la gama

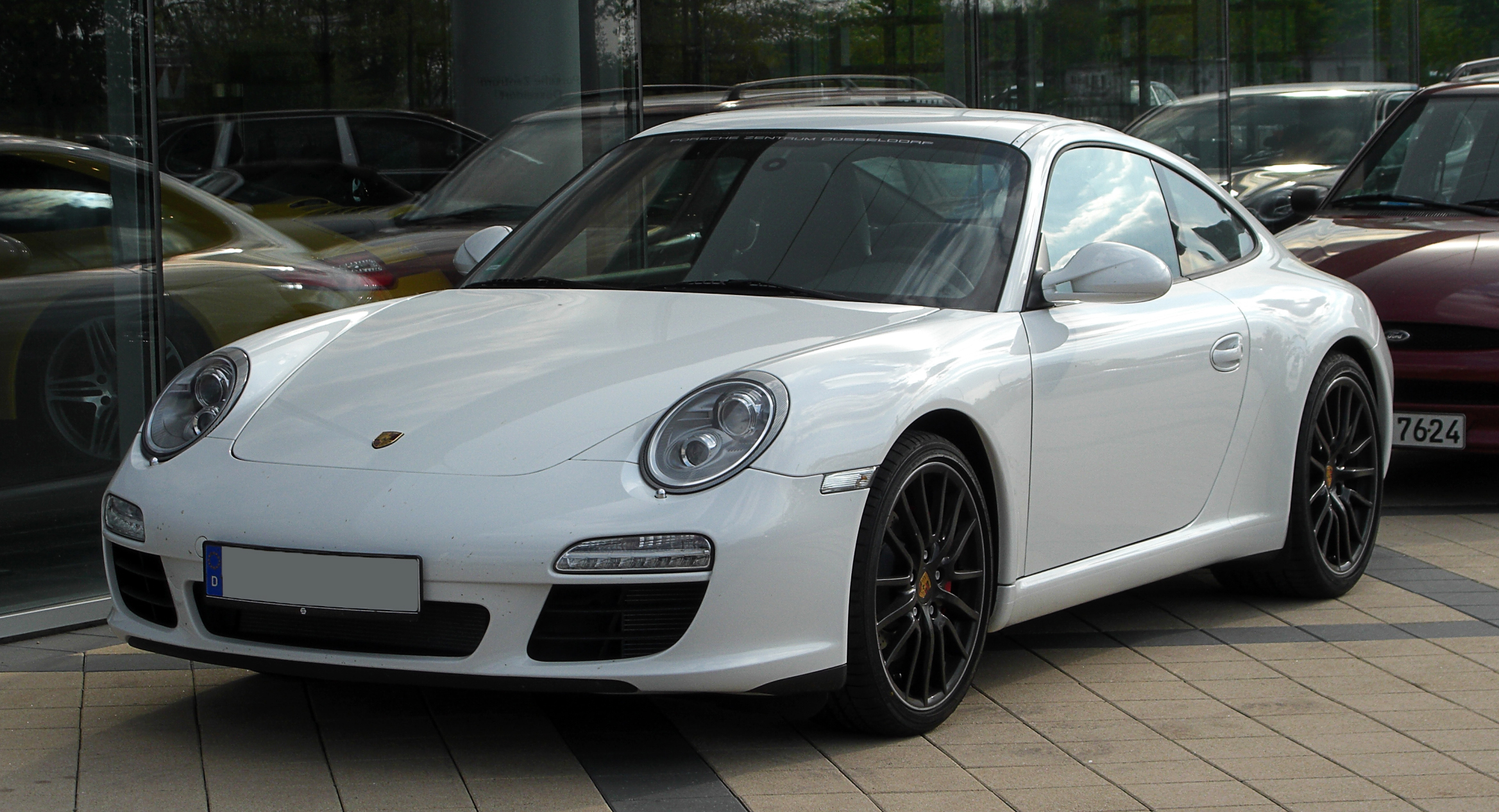
Rediseño del Carrera S en Düsseldorf en abril de 2011

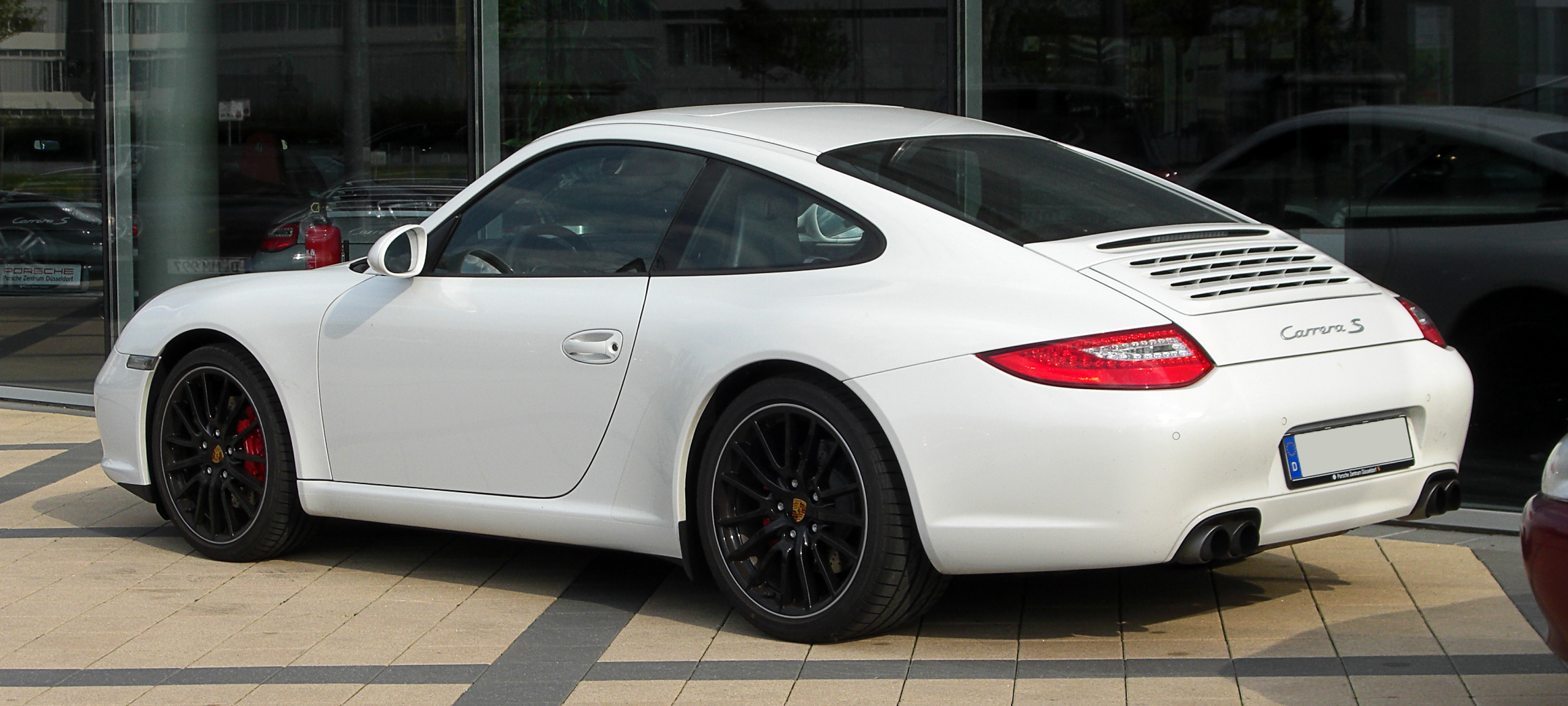
Vista lateral-trasera del rediseño del Carrera S Coupé

En septiembre de 2008, se presentó en el Salón del Automóvil de París 2008 ya como modelo 2009, la nueva serie llamada internamente 997 Gen. II e informalmente 997.2 por los entusiastas, que adoptaba la inyección directa, pasando así la versión Carrera de 325 a 345 CV (321 a 340 HP) (239 a 254 kW) y el Carrera S de 355 a 385 CV (350 a 380 HP) (261 a 283 kW), este último con un bóxer de 3.8 litros, siendo capaz de alcanzar una velocidad máxima de 302 km/h (188 mph). Se puso a disposición bajo pedido la caja de cambios de siete velocidades de doble embrague controlada electrónicamente, llamada "Porsche Doppelkupplung" (PDK). Los principales cambios incluían:
- Suspensión revisada y mejorada.
- Defensa delantera revisada con tomas de aire más grandes.
- Faros delanteros con luz de circulación diurna led y nuevos proyectores dobles de lámpara de descarga de alta intensidad (HID) opcionales.
- Defensa trasera revisada con nuevo diseño de calaveras led; los modelos con tracción total incluían una franja reflectora en medio de las calaveras.
- Espejos exteriores alargados.
- Escape rediseñado "Porsche Sports Exhaust" (PSE).
- Sistema PCM rediseñado con pantalla táctil, unidad de disco duro opcional, sistema de navegación y Bluetooth.
- Nueva transmisión PDK que reemplazaba a la opcional Tiptronic S.[21][22][23]

La producción del 997 Gen. II empezó a finales de 2008. Inicialmente los modelos disponibles incluían las versiones cupé y cabriolet del Carrera, Carrera 4, Carrera S y Carrera 4S.
El 6 de junio de 2008, estos cambios fueron develados en el sitio web de Porsche, mientras que el Turbo no fue develado hasta el Salón del Automóvil de Fráncfort en septiembre y, posteriormente, el GT2 basado en el Turbo recibió los cambios actualizados.

### 997 GT3 RS

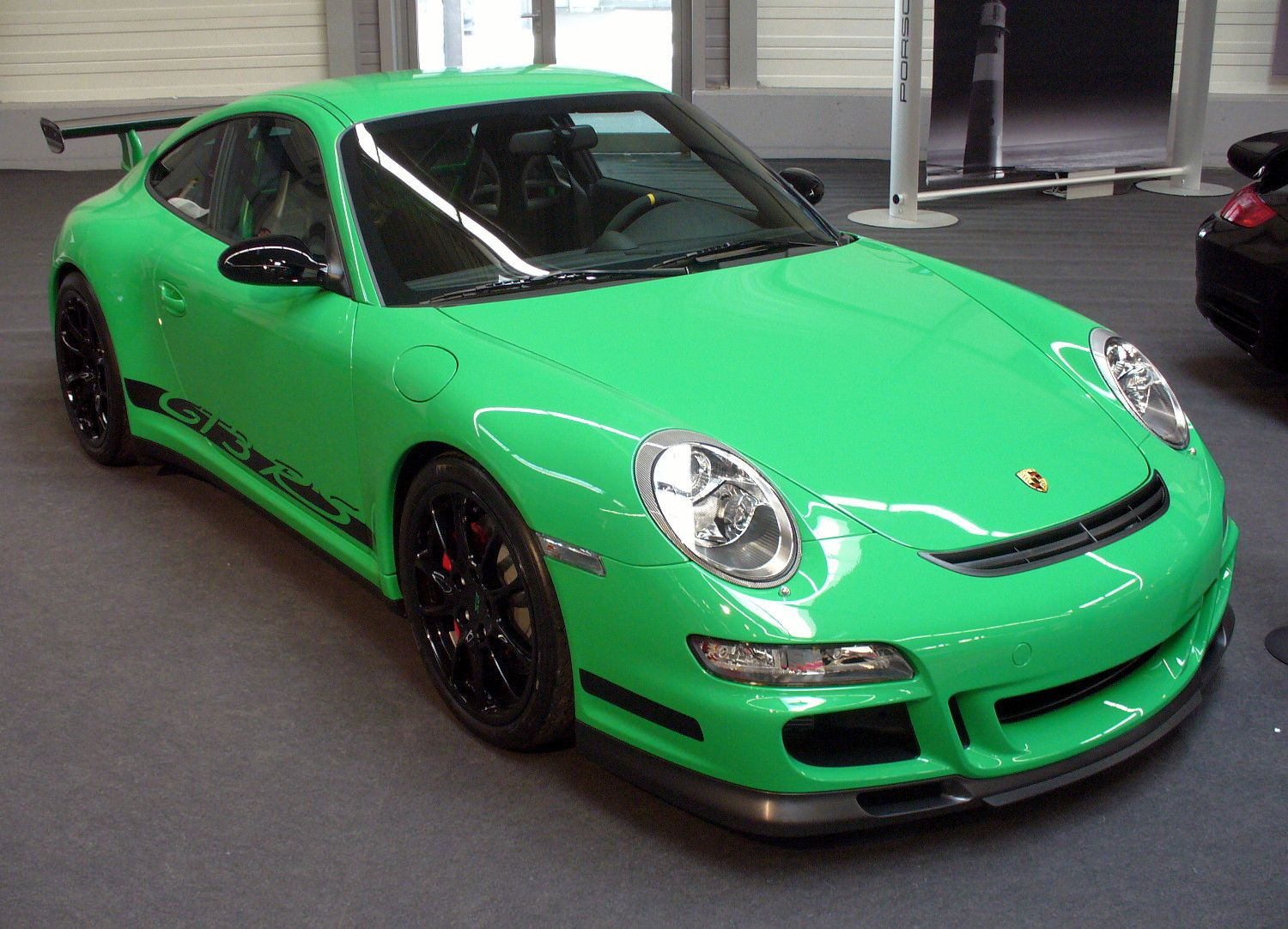
GT3 RS

También durante el verano de 2009, la gama se amplió con algunas versiones nuevas: el 997 GT3 RS, el 997 GT3 Cup destinado a las carreras y el 997 Sport Classic. El 997 GT3 RS, derivado del GT3, se caracteriza por una vía trasera aumentada en 4,4 cm (1,7 pulgadas), un alerón trasero de dimensiones aumentadas e incidencia variable, además de un bóxer de seis cilindros de 3.8 litros potenciado a 450 CV (444 HP; 331 kW) a las 8500 rpm, así como decoración bicolor. Sus prestaciones eran una aceleración de 0 a 100 km/h (62 mph) en 4 segundos y una velocidad máxima de 310 km/h (193 mph).
Para aligerar peso se eliminó el asiento trasero, que en el 911 es solamente para dos niños. También se quitaron los picaportes internos, que fueron reemplazados por tiradores de cinta. Con esto, el peso total con respecto al GT3 se redujo en apenas 25 kg (55 libras), porque se compensó la eliminación de elementos de confort con la instalación de una jaula de protección dentro del habitáculo, homologada por la Federación Internacional del Automóvil (FIA). Otras diferencias con respecto al GT3 convencional eran las vías más anchas de 30 mm (1,2 pulgadas) en promedio y los neumáticos más grandes de medidas 245/35ZR19 pulgadas (48,3 cm) delanteros y 325/30ZR19 pulgadas (48,3 cm) traseros.
Se ha redujo su peso, una motorización más potente, unas relaciones de cambio más cortas y mejoraron varios elementos de la suspensión. Cuenta con los elementos necesarios para competir en los circuitos y está homologado para su uso en carretera. Está equipado por primera vez con una suspensión "PASM", exclusiva en este modelo, así como la carrocería es más ancha en ambos ejes.
El apoyo que consigue es mayor que el de su antecesor, lo que le beneficia en cuanto a su comportamiento competitivo. Un nuevo alerón trasero de grandes dimensiones de fibra de carbono, con unos soportes especialmente diseñados en aluminio y los característicos dobles tubos de escape fabricados en titanio súper ligero, le dotan de un aspecto y una aerodinámica de competición. Además, en 2010 se podía reducir el peso con la inclusión de una batería de ion de litio que reemplazaría a la tradicional, lo que se traduce en 10 kg (22 libras) menos.

### Carrera Sport Classic

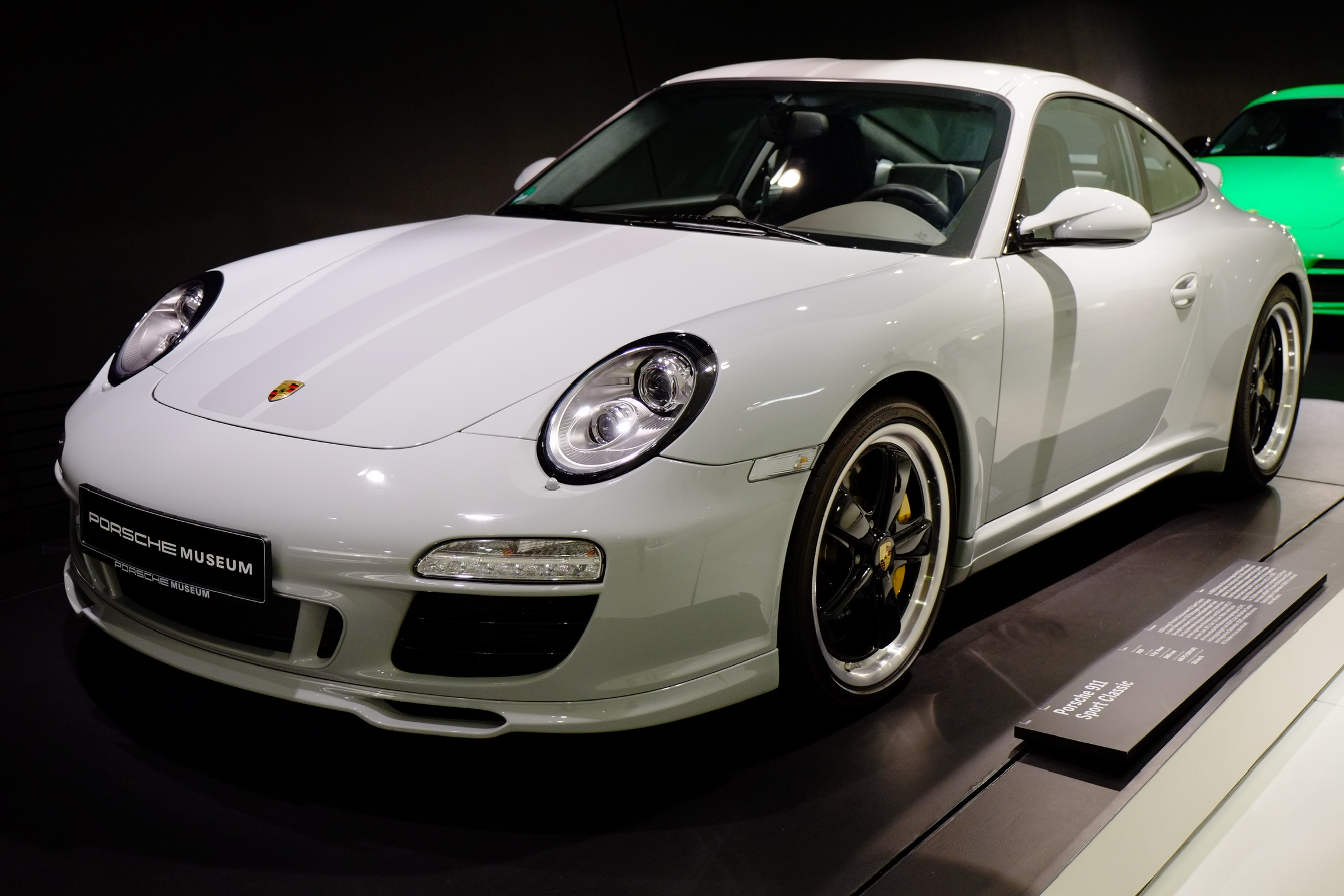
Sport Classic

Era una versión especial limitada a solamente 250 unidades, con líneas inspiradas en el Carrera RS de 1973, tales como: alerón de cola de pato, defensas inspiradas en el GT3, abultamientos en el techo al estilo del Carrera GT y un equipamiento muy completo.
Tenía un ajuste de suspensión más extremo, un nuevo tipo de sistema de escape, caja de cambios manual de seis velocidades con carrera reducida y relaciones cortas, además de un bóxer de 3.8 litros aumentado a 408 CV (402 HP; 300 kW). Se fabricó únicamente en color gris, con dos franjas que recorrían la carrocería en la parte superior e interior marrón, con acabados de aluminio satinado. Los rines de 19 pulgadas (48,3 cm) de colores, que reflejaban el diseño de aluminio forjado negro de los rines de la marca Fuchs, características de los 911 de los años 1960, 1970 y 1980. Alcanzaba una velocidad máxima de 306 km/h (190 mph) y requería 4.6 segundos para acelerar de 0 a 100 km/h (62 mph), con un consumo en ciclo medio europeo de 10,6 L/100 km (9 km/L; 22 mpgAm).
Se presentó en el Salón del Automóvil de Fráncfort la versión 2010 del legendario Carrera RS 2.7 del 73, incluyendo la clásica cola de pato, llamada así por la forma de su alerón.
Los detalles iban más allá de la mecánica, como su techo de "doble burbuja" similar al del Carrera GT y algunos otros Porsche de competición con su nuevo spoiler frontal, faros bi-Xenón con los bordes en negro y el exclusivo pack Sport Crono Plus. Además, disponía de frenos cerámicos, suspensión deportiva, un diferencial autoblocante y rines de aluminio de 19 pulgadas (48,3 cm) inspiradas en los diseños de los años 1960 con neumáticos de alto desempeño, así como el alerón posterior llamado "cola de pato".
En su interior ofrecía detalles y lujos, como los baquet deportivos tapizadas en piel marrón, un panel de instrumentos forrado en piel "Espresso Nature", el techo en Alcantara y elegantes toques de cromo por todas partes.

### 997 Speedster

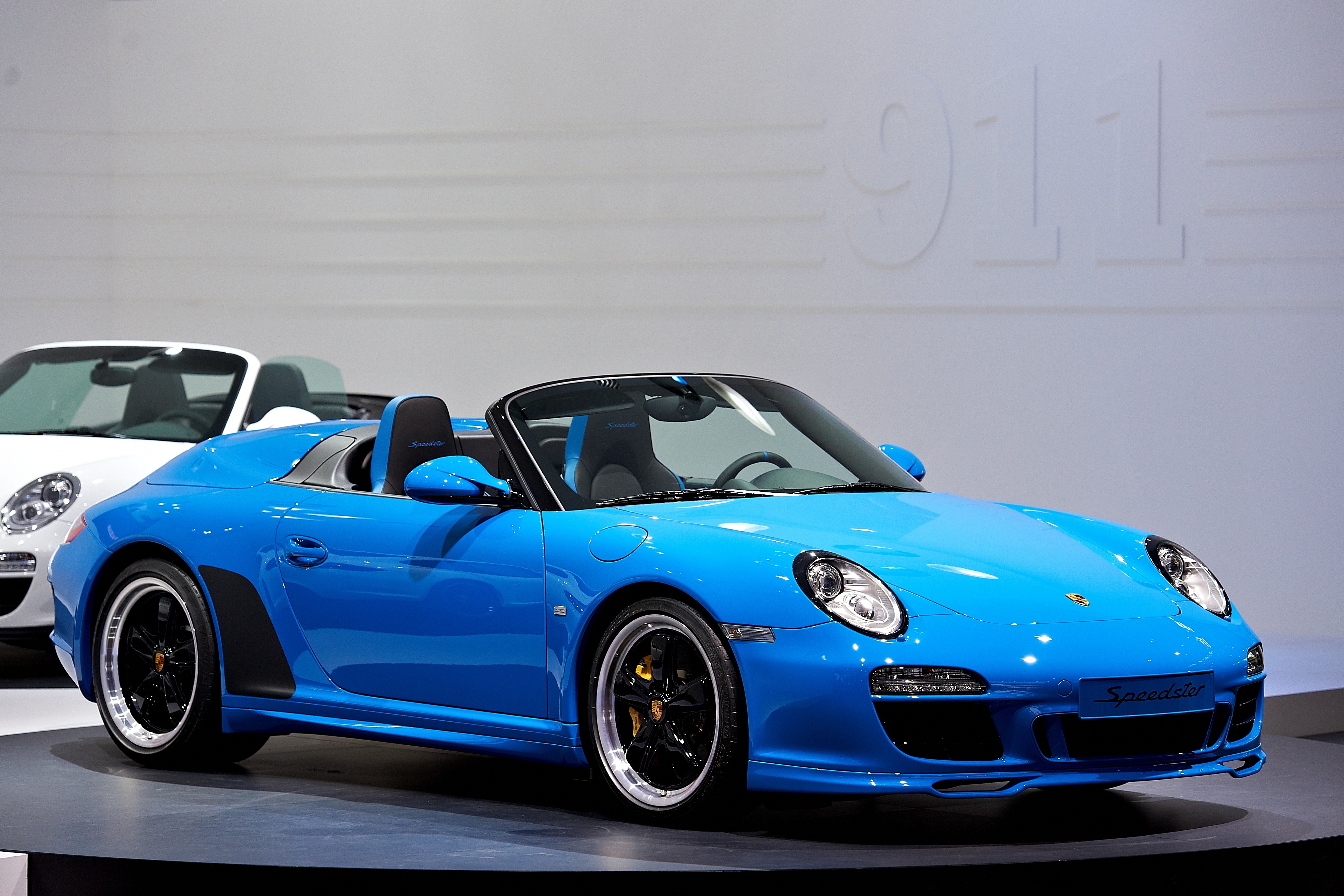
Speedster azul de 2010 en el Salón del Automóvil de París

En el Salón del Automóvil de París de 2011, se presentó la versión Speedster del 997, inspirada en el 356 Speedster original. En comparación con la versión estándar, tenía el parabrisas rebajado 60 mm (2,4 pulgadas), habitáculo biplaza, una cubierta del cofre más aerodinámica, un paquete aerodinámico y un ensanchamiento del eje trasero. La mecánica se hacía eco de la del Carrera S, mientras que el bóxer se derivaba del Carrera GTS, combinado con una transmisión PDK y un diferencial. Contaba con rines de 19 pulgadas (48,3 cm), suspensión electrónica PASM y frenos carbono-cerámicos PCCB.
Nunca se comercializó una variante Speedster de la generación 996. Sin embargo, sí se construyó posteriormente para el modelo 2011.
El Speedster reapareció a partir de 2010 con la generación 997, del que solamente se fabricaron 356 unidades, en honor al 356 1500 Speedster. También se distinguía por el parabrisas más corto e inclinado, la doble cúpula en forma de joroba para guardar el techo plegable detrás de sus dos únicos asientos, la menor altura de su carrocería y la mayor anchura de su parte trasera.
Además, había que sumarle una zaga ensanchada y vistosos detalles como el diseño de las ruedas. Con un peso de 1540 kg (3395 libras), una potencia máxima de 408 CV (402 HP; 300 kW) y una caja de cambios PDK, aceleraba de 0 a 100 km/h (62 mph) en 4.6 segundos.
Entre otras de sus características, estaban la tracción trasera, techo de lona de apertura manual y una única combinación de colores: Carrara White (blanco) con bandas en Maritime Blue (azul), además de la carrocería ensanchada.

## Mecánica

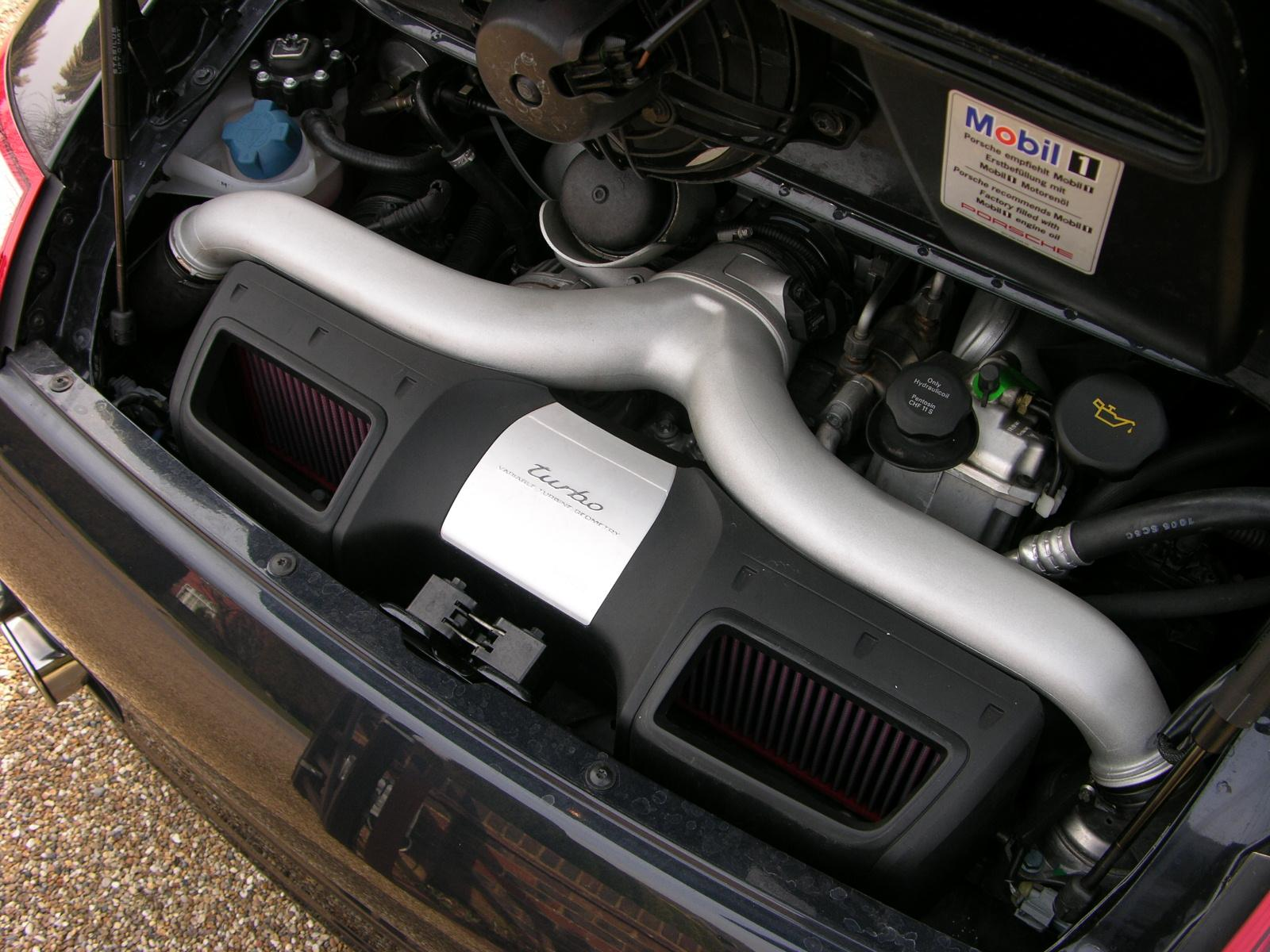
Vano motor de un Turbo de 2006

Los motores siguieron siendo bóxer de seis cilindros con refrigeración líquida, pero para esta versión hubo dos opciones diferentes disponibles: 3.6 litros para el Carrera y 3.8 litros para el Carrera S. El primero desarrollaba 325 CV (321 HP; 239 kW) a las 6800 rpm y un par máximo de 370 N·m (273 lb·pie) a las 4250 rpm; mientras que el segundo desarrollaba 355 CV (350 HP; 261 kW) a las 6600 rpm y un par máximo de 400 N·m (295 lb·pie) a 4600 rpm.
En cuanto a las prestaciones que ofrecían estos dos deportivos, el Carrera alcanzaba los 285 km/h (177 mph) de velocidad máxima y aceleraba de 0 a 100 km/h (62 mph) en 5 segundos exactos, mientras que el "S" alcanzaba los 293 km/h (182 mph) y aceleraba de 0 a 100 km/h (62 mph) en 4.8 segundos.
Las versiones de tracción total utilizaban los motores respectivos de las versiones de tracción trasera, pero eran 44 mm (1,7 pulgadas) más anchos en la parte trasera y el par enviado al eje delantero oscilaba entre el 5 y el 40 por ciento.
Todos los modelos se suministraban de serie con caja de cambios manual de seis velocidades más RM, con la opción de acortar el recorrido de la palanca para un uso todavía más deportivo. También estaba disponible como opción la transmisión automática Tiptronic S "adaptativa" con convertidor de par hidráulico de deslizamiento controlado y capacidad de bloqueo, que contaba con cinco velocidades, además de la posibilidad de uso manual a través de dos pequeñas paletas de cambio detrás del volante.
Desde 2008, el sistema Tiptronic fue reemplazado por la nueva caja de doble embrague denominada "Porsche Doppelkupplung" (PDK).
| Modelo              | Aspiración | Cilindrada       | Diámetro x carrera                | Relación de compresión | Potencia máxima                    | Par máximo                      | Aceleración 0-100 km/h (62 mph) | Velocidad máxima   | Emisiones de CO2   | Consumo medio (ciclo NEDC)           |
| ------------------- | ---------- | ---------------- | --------------------------------- | ---------------------- | ---------------------------------- | ------------------------------- | ------------------------------- | ------------------ | ------------------ | ------------------------------------ |
| Carrera 4           | Natural    | 3596 cm³ (3,6 L) | 96 x 82,8 mm (3,78 x 3,26 plg)    | 11.3:1                 | 325 CV (321 HP; 239 kW) @ 6800 rpm | 370 N·m (273 lb·pie) @ 4250 rpm | 5.1 segundos                    | 280 km/h (174 mph) | 272 g (9,6 oz)/km  | 11,3 L/100 km (8,8 km/L; 20,8 mpgAm) |
| Carrera 4 Cabriolet | Natural    | 3614 cm³ (3,6 L) | 97 x 81,5 mm (3,82 x 3,21 plg)    | 12.5:1                 | 345 CV (340 HP; 254 kW) @ 6500 rpm | 390 N·m (288 lb·pie) @ 4400 rpm | 5.2 segundos                    | 284 km/h (176 mph) | 254 g (9 oz)/km    | 10,8 L/100 km (9,3 km/L; 21,8 mpgAm) |
| Carrera 4S          | Natural    | 3800 cm³ (3,8 L) | 102 x 77,5 mm (4,02 x 3,05 plg)   | 12.5:1                 | 385 CV (380 HP; 283 kW) @ 6500 rpm | 420 N·m (310 lb·pie) @ 4400 rpm | 4.7 segundos                    | 297 km/h (185 mph) | 259 g (9,1 oz)/km  | 11 L/100 km (9,1 km/L; 21,4 mpgAm)   |
| Carrera GTS         | Natural    | 3800 cm³ (3,8 L) | 102 x 77,5 mm (4,02 x 3,05 plg)   | 12.5:1                 | 408 CV (402 HP; 300 kW) @ 7300 rpm | 420 N·m (310 lb·pie) @ 4200 rpm | 4.6 segundos                    | 306 km/h (190 mph) | 250 g (8,8 oz)/km  | 10,6 L/100 km (9,4 km/L; 22,2 mpgAm) |
| Targa 4S            | Natural    | 3824 cm³ (3,8 L) | 99 x 82,8 mm (3,90 x 3,26 plg)    | 11.8:1                 | 355 CV (350 HP; 261 kW) @ 6600 rpm | 400 N·m (295 lb·pie) @ 4600 rpm | 4.9 segundos                    | 288 km/h (179 mph) | 285 g (10,1 oz)/km | 11,8 L/100 km (8,5 km/L; 19,9 mpgAm) |
| GT3                 | Natural    | 3600 cm³ (3,6 L) | 100 x 76,4 mm (3,94 x 3,01 plg)   | 12.0:1                 | 415 CV (409 HP; 305 kW) @ 7600 rpm | 405 N·m (299 lb·pie) @ 5500 rpm | 4.3 segundos                    | 310 km/h (193 mph) | 307 g (10,8 oz)/km | 12,8 L/100 km (7,8 km/L; 18,4 mpgAm) |
| GT3 2009            | Natural    | 3797 cm³ (3,8 L) | 102,7 x 76,4 mm (4,04 x 3,01 plg) | 12.0:1                 | 435 CV (429 HP; 320 kW) @ 7600 rpm | 430 N·m (317 lb·pie) @ 6250 rpm | 4.1 segundos                    | 312 km/h (194 mph) | 298 g (10,5 oz)/km | 12,6 L/100 km (7,9 km/L; 18,7 mpgAm) |
| GT3 RS 2009         | Natural    | 3797 cm³ (3,8 L) | 102,7 x 76,4 mm (4,04 x 3,01 plg) | 12.0:1                 | 450 CV (444 HP; 331 kW) @ 7900 rpm | 430 N·m (317 lb·pie) @ 6750 rpm | 3.9 segundos                    | 310 km/h (193 mph) | 314 g (11,1 oz)/km | 13,2 L/100 km (7,6 km/L; 17,8 mpgAm) |
| GT3 RS 4.0          | Natural    | 3996 cm³ (4 L)   | 102,7 x 80,4 mm (4,04 x 3,17 plg) | 12.6:1                 | 500 CV (493 HP; 368 kW) @ 8250 rpm | 460 N·m (339 lb·pie) @ 5750 rpm | 3.9 segundos                    | 310 km/h (193 mph) | 326 g (11,5 oz)/km | 13,8 L/100 km (7,2 km/L; 17,0 mpgAm) |
| Turbo               | Biturbo    | 3600 cm³ (3,6 L) | 102 x 76,4 mm (4,02 x 3,01 plg)   | 9.0:1                  | 480 CV (473 HP; 353 kW) @ 6000 rpm | 620 N·m (457 lb·pie) @ 5000 rpm | 3.9 segundos                    | 310 km/h (193 mph) | 307 g (10,8 oz)/km | 12,8 L/100 km (7,8 km/L; 18,4 mpgAm) |
| GT2                 | Biturbo    | 3600 cm³ (3,6 L) | 102 x 76,4 mm (4,02 x 3,01 plg)   | 9.0:1                  | 530 CV (523 HP; 390 kW) @ 6500 rpm | 680 N·m (502 lb·pie) @ 4500 rpm | 3.6 segundos                    | 329 km/h (204 mph) | 298 g (10,5 oz)/km | 12,5 L/100 km (8 km/L; 18,8 mpgAm)   |
| Turbo S             | Biturbo    | 3800 cm³ (3,8 L) | 102 x 77,5 mm (4,02 x 3,05 plg)   | 9.8:1                  | 530 CV (523 HP; 390 kW) @ 6750 rpm | 700 N·m (516 lb·pie) @ 4250 rpm | 3.3 segundos                    | 315 km/h (196 mph) | 268 g (9,5 oz)/km  | 11,4 L/100 km (8,8 km/L; 20,6 mpgAm) |
| GT2 RS              | Biturbo    | 3600 cm³ (3,6 L) | 100 x 76,4 mm (3,94 x 3,01 plg)   | 9.0:1                  | 620 CV (612 HP; 456 kW) @ 6500 rpm | 700 N·m (516 lb·pie) @ 5500 rpm | 3.5 segundos                    | 330 km/h (205 mph) | 284 g (10,0 oz)/km | 11,9 L/100 km (8,4 km/L; 19,8 mpgAm) |

## Versiones especiales

### Porsche 997 Carrera GTS B59
En agosto de 2011, Porsche, en colaboración con el preparador Brumos Racing, creó una versión especial del 997 dedicada al cinco veces ganador del circuito de Daytona International Speedway, Hurley Haywood. Este coche producido en cinco unidades y denominado "B59", permaneció mecánicamente sin cambios respecto a la versión estándar, pero ofrecía el "Sport Chrono Package Plus", suspensiones PASM, sistema de audio Bose y navegador satelital como equipamiento estándar. La pintura del coche era blanca con franjas de carrera blancas y rojas.

## En competición

### 997 GT3 Cup

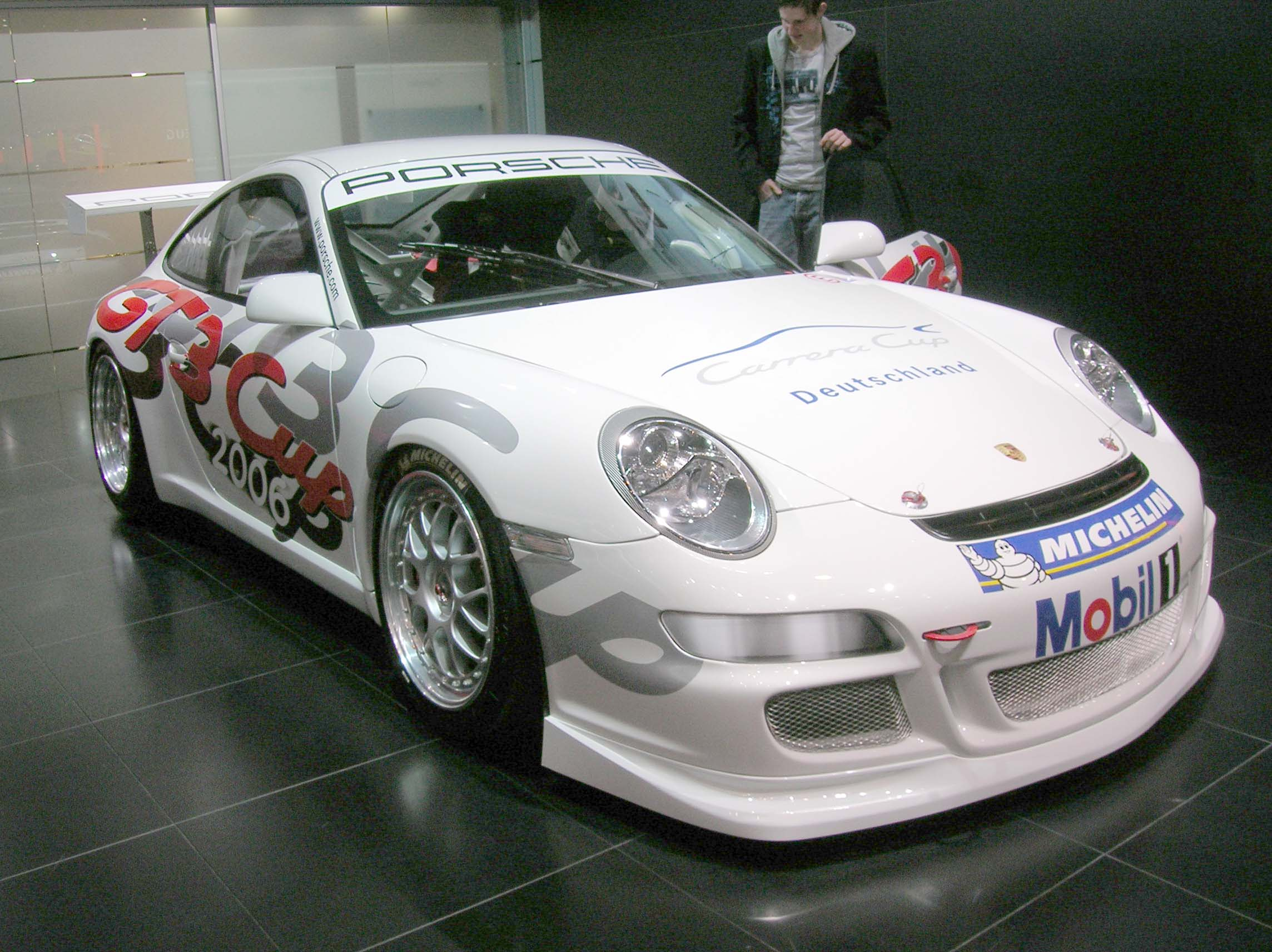
GT3 Cup de 2006

En el Salón del automóvil de Essen de 2007, se presentó la versión GT3 Cup del 997, destinada a participar en las competiciones Porsche Supercup, Copa Porsche Carrera y GT3 Cup Challenges. En total, se construyeron 250 unidades. Mecánicamente respecto a la versión anterior, contaba con un aumento de potencia del bóxer de seis cilindros de 3.6 litros a 420 CV (414 HP; 309 kW) y un nuevo eje trasero. El motor estaba gestionado por una caja de cambios secuencial de seis velocidades. El coche tenía un peso de 1150 kg (2535 libras), lo que situaba la relación peso a potencia de 2,7 kg/CV. El sistema de escape se modificó, mientras que el sistema de frenos se actualizó con discos de acero.
Por otro lado, el 997 GT3 Cup era una versión "lista para correr", dedicada a los clientes deportivos interesados en participar en las competiciones monomarca organizadas en todo el mundo por la empresa de Stuttgart.
Por primera vez, el 997 GT3 Cup se derivó del GT3 RS de carretera, mientras que las versiones anteriores del Cup, se obtuvieron del GT3 y no estaba aprobado para su uso en carretera. El Cup estaba equipado con un bóxer de 450 CV (444 HP; 331 kW) de potencia máxima, peso reducido a 1200 kg (2646 libras), jaula de seguridad completa soldada al monocasco y sistema de escape deportivo, con silenciadores menos restrictivos.
El 6 de noviembre de 2021 en Figueira da Foz, Portugal, tuvo lugar una jornada de pruebas por parte de Jorge Pérez Alonso en un GT3 Cup, que daría mucho que hablar en la defensa del título la siguiente temporada en el Campeonato Gallego de Montaña. La jornada se desarrolló en un tramo de asfalto de 2,5 km (1,6 millas) cerrado al tránsito, con el permiso de las autoridades de dicha localidad. Estuvo organizado por Paulcar Competições, con Paulo Carvalheiro al frente. Las pruebas por la tarde ampliaron la distancia. Jorge Pérez comentaba que sentía tener un coche de carreras superior a los BMW con los que competía. Indicaba a su equipo que el paso por curva era fácil de ejecutar, ya que la respuesta del coche a la aceleración tras el giro era firme e inmediata. También destacaba que el GT3 se comportaba muy estable, incluso con una recepción suave y segura. En el asfalto portugués llegó a alcanzar una velocidad de 200 km/h (124 mph), sin que en la recta principal del tramo de 650 m (710 yd 2' 63/5" ), permitiese acabar la sexta.